# 重現夢境
〈重現夢境〉（日语： ano yume o nazotte）是日本雙人音樂組合YOASOBI的第二首單曲，於2020年1月18日發行。此曲亦是monogatary.com「將小說音樂化」企劃的第二部作品，以石木蒼太所著的小說《夢之水滴與星之花》為原型創作。截至2020年9月，歌曲以三千萬次的串流成績獲得日本唱片協會銀唱片認證。

## 製作與背景
〈重現夢境〉由Ayase創作，ikura演唱。是首時長4分2秒，每分鐘180拍的降A大調日本流行音樂。〈重現夢境〉是以石木蒼太所著的小說《夢之水滴與星之花》為原型創作。該小說於2019年9月5日在由雙葉社和索尼音樂娛樂合作營運的小說連載網站monogatary.com上發佈。

## 歌詞內容
歌詞內容是講述一個擁有預知夢能力的女孩，在夢中看到一位同班男同學將會在煙花大會上向自己告白，並真的與該男生在浪漫的煙花大會上墜入愛河。 

## 商業成績
〈重現夢境〉在音樂錄影帶正式發行前優先上載至LINE MUSIC，並在2020年1月18日正式推出時獲得實時第4名。6月15日，歌曲登上Oricon公信榜單曲合算週榜第12名，亦在6月22日登上《日本告示牌》百強單曲榜第32名。截至2020年9月，歌曲以三千萬次的串流成績獲得日本唱片協會銀唱片認證。

## 音乐视频
〈重現夢境〉的音乐视频於2020年1月18日在Ayase的YouTube頻道上發佈。影片的觀看次數在發佈兩個月後已超過一百萬，而截至2022年2月23日，其點擊數已達五千兩百萬次。影片動畫由動畫師頃之介古論製作，是以原著小說的重要情節－煙花大會為原型而創作的短篇動畫，並獲得正面評價，認為動畫細膩地將原著的浪漫情境重現，煙花綻放一幕更令人留下深刻印象。
英文版〈Tracing A Dream〉2021年11月11日23時17分於Ayase的YouTube頻道首播，接續於〈Comet〉之前，為當日首播的四首歌曲中的壓軸。翻譯歌詞一樣由青木Konnie（英語：Konnie Aoki）操刀，並沿用由頃之介古論製作的日語版動畫。

## 收錄歌曲
| 數位下載 | 數位下載 | 數位下載 | 數位下載 | 數位下載 |
| 曲序     | 曲目     | 词曲     | 编曲     | 时长     |
| -------- | -------- | -------- | -------- | -------- |
| 1.       |          | Ayase    | Ayase    | 4:02     |
| 总时长： | 总时长： | 总时长： | 总时长： | 4:02     |

| 數位下載 | 數位下載                          | 數位下載    | 數位下載 | 數位下載 |
| 曲序     | 曲目                              |             | 编曲     | 时长     |
| -------- | --------------------------------- | ----------- | -------- | -------- |
| 1.       | Tracing A Dream (English Version) | Konnie Aoki | Ayase    | 4:01     |
| 总时长： | 总时长：                          | 总时长：    | 总时长： | 4:01     |

## 外部連結
- 《夢之水滴與星之花》 （页面存档备份，存于）